# Marlygarten

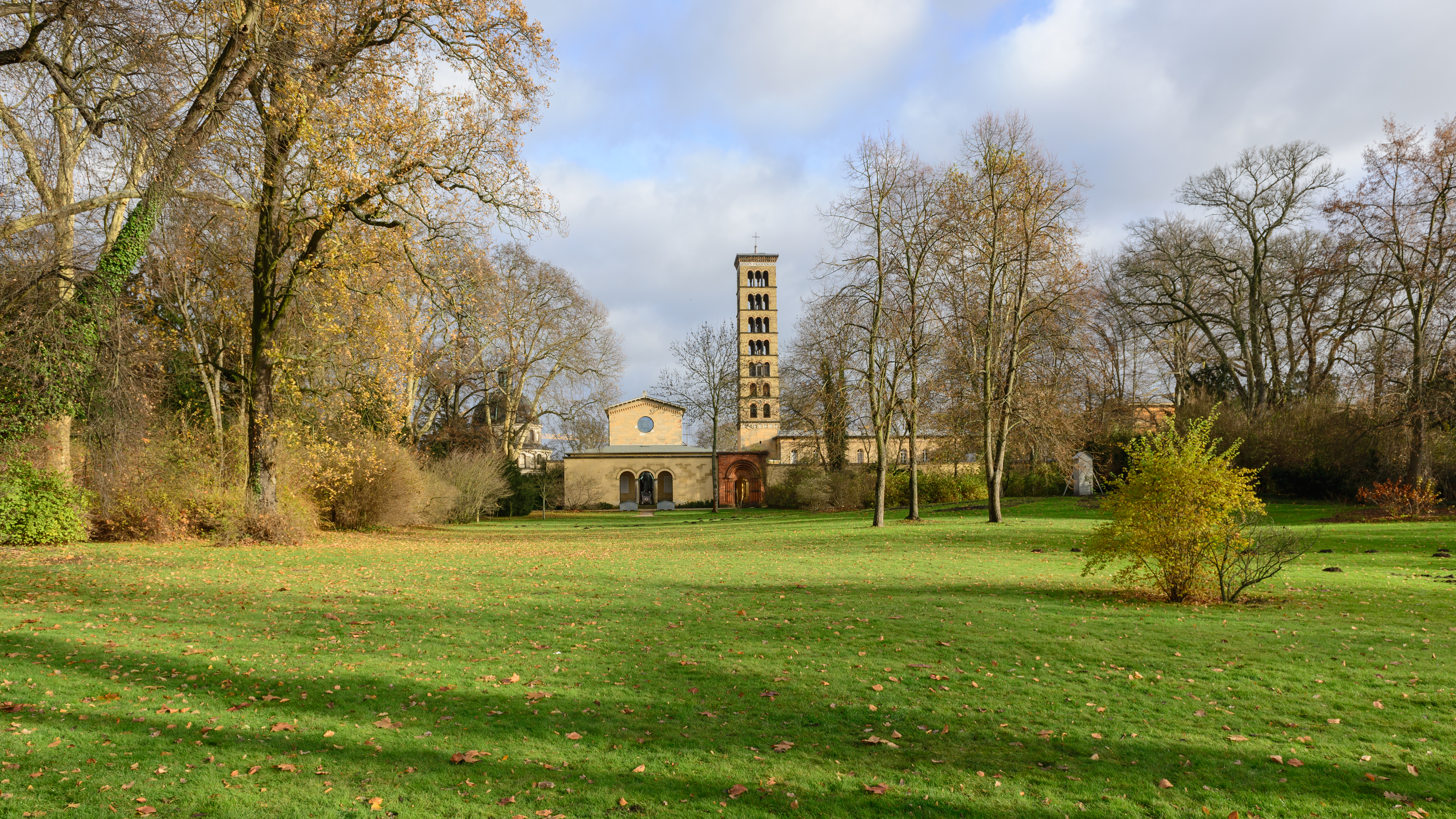
Marlygarten mit Blick auf die Friedenskirche

Der Marlygarten ist ein Gartenbereich im Potsdamer Park Sanssouci. 

## Geschichte
Der Garten wurde 1715 für den Friedrich Wilhelm I. als Küchengarten für das Potsdamer Stadtschloss angelegt, jedoch in einiger Entfernung von diesem, nördlich der Stadt am Fuß des Bornstedter Höhenzuges, über den der Weg zum Krongut Bornstedt führt. Das zu dieser Zeit berühmteste Lustschloss Europas mit einem prachtvollen Barockgarten hatte 1679–1686 der französische König Ludwig XIV. nahe von Versailles anlegen lassen, das Schloss Marly-le-Roi. Von ihm kursierten Kupferstiche auch am preußischen Hof. Der sparsame „Soldatenkönig“ nannte seinen Küchengarten daher ironisch „mein Marly“. Davon hat der vergleichsweise bescheidene Garten seinen Namen „Marlygarten“. 
Bei Aufenthalten in diesem Garten soll Kronprinz Friedrich, der spätere Friedrich der Große, den Gedanken gefasst haben, eines Tages ein eigenes Lustschloss auf der Höhe des Bornstedter Höhenzuges zu errichten, der damals ein gerodeter Sandhügel war, auf dem eine Mühle stand. Unmittelbar neben dieser ließ er fünf Jahre nach seiner Thronbesteigung von 1745 bis 1747 das Schloss Sanssouci nach Plänen Georg Wenzeslaus von Knobelsdorffs erbauen. 
Nach Friedrich Wilhelms I. Tod wurde der Marlygarten weiter als Küchengarten genutzt. Erst durch den Bau der Friedenskirche unter Friedrich Wilhelm IV. erhielt er eine andere Funktion und wurde in den 1840er-Jahren durch Peter Joseph Lenné und Gustav Meyer in einen Landschaftsgarten umgestaltet.  
Da der Marlygarten in die Parkanlage mit einbezogen wurde, kann der ehemalige Küchengarten, „wenn auch indirekt, [als] Grundstein der Gartenanlagen von Sanssouci“ gesehen werden.
Der Marlygarten steht als Einzeldenkmal innerhalb des Denkmalbereichs Berlin-Potsdamer Kulturlandschaft unter Denkmalschutz und gehört als Teil des Parks Sanssouci seit 1990 zum Welterbe der UNESCO.

## Lage

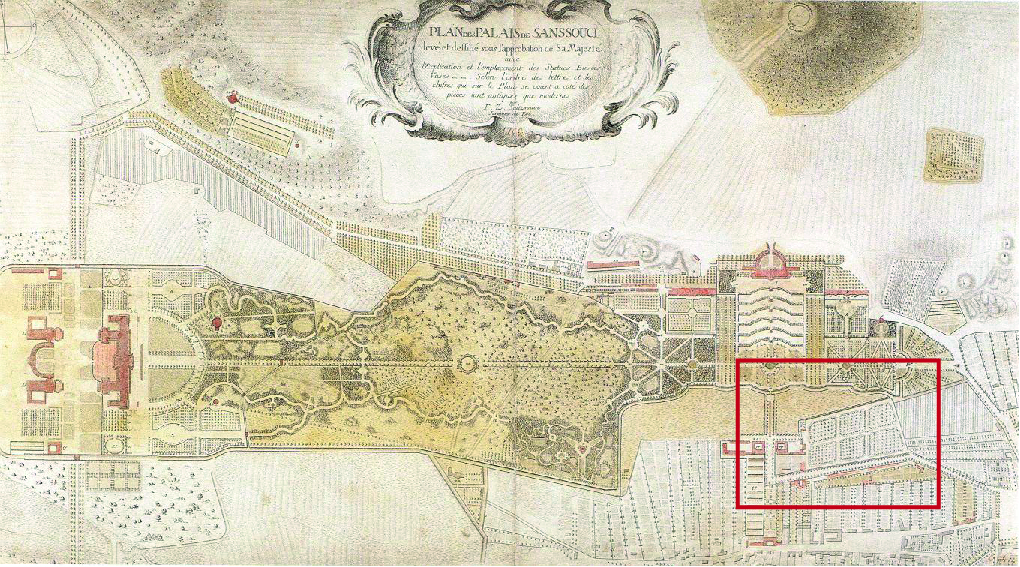
Lage des Marlygartens auf dem Plan des friderizianischen Parks Sanssouci von F. Z. Saltzmann, 1772

Der Marlygarten liegt auf der Ostseite des Parks Sanssouci, südöstlich des friderizianischen Lustgartens. Entlang der nördlichen und der südlichen Grenze verläuft eine Mauer. Im Osten wird er durch das Gebäudeensemble der Friedenskirche mit dem Pfarr- und dem Schulhaus sowie dem Friedensteich begrenzt. Das auf der Ostseite des Ensembles stehende Kavaliershaus wird scherzhaft auch als Schloss Marly bezeichnet. 
Im Westen grenzen die Villa Illaire und das Gartendirektionsgebäude mit ihren Gartenanlagen an. Parallel zur südlichen Begrenzungsmauer verläuft die Allee „Am Grünen Gitter“, die vom Eingang des Parks Sanssouci am Grünen Gitter nach einem Knick nach Norden zwischen dem Gartenkassenhaus und dem Haus der Gartendirektion bis zur großen Fontäne vor Schloss Sanssouci führt.

## Namensgebung
Friedrich Wilhelms I. Vater, Friedrich I., hatte eine Meierei bei Oranienburg errichten lassen. Als Vorbild diente ihm die Meierei des französischen Schlosses Marly-le-Roi von Ludwig XIV., das über großartige Garten- und Parkanlagen verfügte. Mit der ironisch gemeinten Bezeichnung „mein Marly“ für den Potsdamer Küchengarten, der zugleich als einfacher Lustgarten diente, wollte Friedrich Wilhelm I. seine Bescheidenheit zum Ausdruck bringen und sich von seinem prachtliebenden Vater distanzieren.
Nach dem Bau der Friedenskirche und der Umgestaltung des Gartens in den 1840er Jahren bürgerte sich in der Bevölkerung für den westlich der Kirche gelegenen Marlygarten der Name Friedensgarten ein. Als dies König Friedrich Wilhelm IV. zu Ohren kam, befahl er offiziell, den Garten auch weiterhin Marlygarten zu nennen, um mit dieser Namensgebung an die Bescheidenheit seines Vorfahren Friedrich Wilhelm I. zu erinnern, der den einfachen Küchengarten einem prächtigen Schaugarten vorgezogen hatte.

## Geschichte

### Anlage durch Friedrich Wilhelm I.

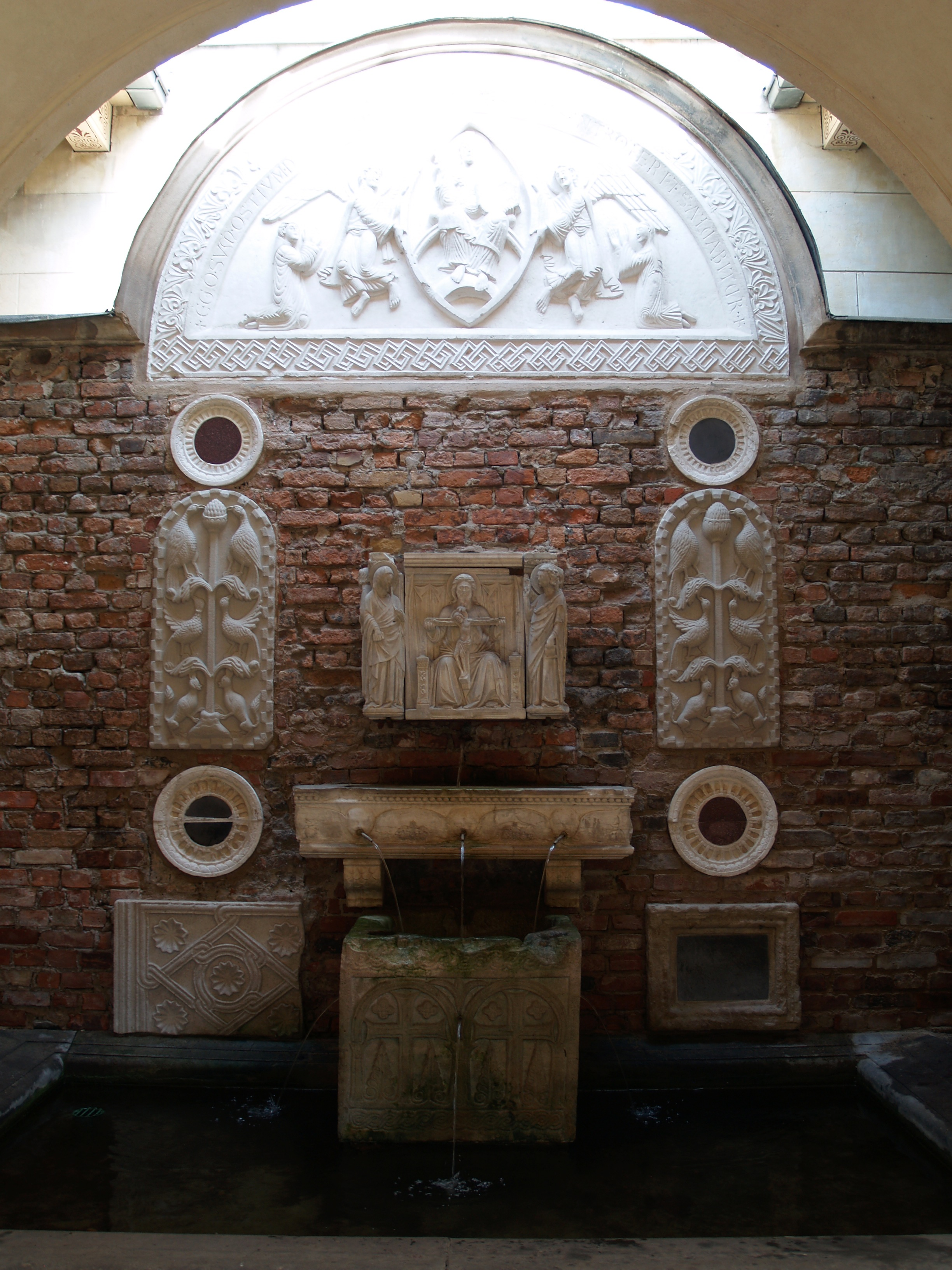
Reste der Schießmauer (Kugelfang) des Schießstandes im Marlygarten im Kreuzgang der Friedenskirche

Kurz nach seinem Regierungsantritt 1713 hatte Friedrich Wilhelm I. den bisherigen Lustgarten am Potsdamer Stadtschloss zu einem Exerzierplatz umbauen lassen. Im Jahr 1715 ließ er daraufhin außerhalb der Stadt, nordwestlich des Brandenburger Tors, auf einem Gelände, das bisher von Potsdamer Bürgern als Gartenfläche genutzt worden war, den Marlygarten anlegen. Dieser sollte ihm als einfacher, in der Unterhaltung nicht zu kostspieliger Lustgarten dienen, aber vor allem als Nutzgarten die Küche des Hofes mit Früchten und Gemüse beliefern. Ernteüberschüsse wurden im nahe gelegenen Berlin an „vornehme Militair- und Civil-Verdiente“, für die eine Abnahmeverpflichtung bestand, zu durch den König festgesetzten Preisen verkauft. Für die gärtnerische Betreuung des Küchengartens bestimmte Friedrich Wilhelm I. 1720 den Hofgärtner Franz Wilhelm Baumann und nach dessen Tod 1731 den Hofgärtner Johann Heinrich Müller.
Auf dem etwa 20 Morgen umfassenden Gartenareal verlief entlang der Mittelachse ein von Obstbäumen gesäumter Hauptweg, von dem Seitenwege abzweigten. Auf den dazwischen liegenden Beeten wurde Gemüse angepflanzt. Die Schnittpunkte der Wege schmückten Kinder und Jahreszeiten darstellende Statuen aus Sandstein. Am Garteneingang auf der Westseite stand ein einfaches, grottiertes Lusthaus. Das Haus hatte ein Hintergebäude aus Fachwerk mit zwei viereckigen Türmen. Der Raum im Erdgeschoss diente als Schießstand und der von West nach Ost führende Hauptweg als Schießbahn. Auf der Ostseite des Gartens, an der Stelle der Brunnenquelle im Kreuzgang der später erbauten Friedenskirche, befand sich deshalb eine sogenannte Fangmauer, an der die Schießscheiben angebracht wurden. Teile dieser Mauer sind heute noch erhalten. Im Garten befanden sich außerdem eine Kegelbahn, ein Treibhaus zur Anzucht von Melonen und ein Orangeriehaus anstelle des zum Marstall umgebauten Pomeranzenhauses am Stadtschloss. Die hierin überwinternden Orangenbäume bildeten später den Grundstock der Orangenbäume Friedrichs des Großen.
Aus den Memoiren der Tochter von Friedrich Wilhelm I., Prinzessin Wilhelmine von Preußen (1709–1758), der späteren Markgräfin von Brandenburg-Bayreuth, ist bekannt, dass der König mit seiner gesamten Familie in den Sommermonaten täglich gegen 3 Uhr nachmittags eine Spazierfahrt nach Marly unternahm und sich dort bis zum Abend aufhielt. Die Prinzessin beschrieb diese Nachmittage in ihren Aufzeichnungen als langweilig und empfand die sommerliche Hitze als sehr unangenehm, da es in dem Garten keine schattenspendenden Bäume gab, die den Wuchs des dort gezogenen Gemüses hätten behindern können. Entgegen der üblichen Gewohnheit der königlichen Familie, am Abend nicht zu speisen, ließ der König bei den Besuchen in Marly häufig ein Abendessen servieren und bereitete dabei oft sogar den Salat selbst zu.
Eine Abbildung des Lusthauses existiert nicht. An Tagen, an denen militärische Paraden stattfanden, pflegte König Friedrich Wilhelm I. jedoch zusammen mit seiner Familie und den Offizieren seines Regiments im Lusthaus zu Mittag zu essen. Aus der großen Anzahl der Personen, die hier offenbar bewirtet werden konnten, kann geschlussfolgert werden, dass das Haus relativ groß gewesen sein muss. Auch veranstaltete der König hier zu besonderen Anlässen offizielle Feierlichkeiten. So fand im Jahr 1728 zu Ehren eines Besuches von August dem Starken ein Preisschießen im Marlygarten statt, bei dem unter anderem ein als Hanswurst verkleideter, lebender Bär als Preis ausgelobt war. Auch die Vermählung von Prinzessin Friederike Luise von Preußen mit dem Markgrafen von Brandenburg-Ansbach im Mai 1729 wurde im Marlygarten mit einem Bankett und einem Preisschießen gefeiert.

### Der Marlygarten nach dem Tod Friedrich Wilhelms I.

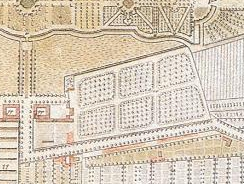
Marlygarten, Ausschnitt aus dem Plan des friderizianischen Parks Sanssouci, 1772

Nach dem Tod Friedrich Wilhelms I. im Jahr 1740 wurde der Marlygarten nicht mehr als Lustgarten genutzt, aber von Hofgärtner Müller weiterhin als Küchengarten bewirtschaftet. Bereits 1744 ließ Friedrich der Große das Lusthaus abreißen, um von Süden eine weite Sicht auf die Weinbergterrassen und das Schloss Sanssouci zu ermöglichen. Das Abbruchmaterial wurde 1746 im Rehgarten für den Bau des Wohnhauses des Fasanenmeisters verwendet. Der Schießstand blieb stehen und diente als Wohnraum für Gärtnerburschen. Anstelle des Lusthauses ließ Friedrich II. durch Georg Wenzeslaus von Knobelsdorff 1752–1753 zwei sich gleichende, die Wegeachse zum Schloss flankierende Wohnhäuser, vorzugsweise für Hofgärtner errichten. 
Der Küchengarten wurde 1748 dem Hofgärtner Johann Samuel Sello unterstellt. Die mittlerweile herangewachsenen Obstbäume gaben so viel Schatten, dass die Ernte an Gemüse zunehmend nachließ. Für die Frühtreiberei von Obst und Gemüse wurden im Marlygarten eine 690 Fuß lange Talutmauer mit 83 Fenstern für die Kultur von Aprikosen, Pfirsichen und Weinreben, zwei Bohnenhäuser, ein großes Treibhaus von 235 Fuß Länge für Apfikosen, Pfirsiche und Pflaumen sowie mehrere Mistbeetkästen zum Anbau von Gemüse und Küchenkräutern angelegt.
Als Johann Samuel Sello im April des Jahres 1787 starb, übernahm sein Sohn Carl Sello die Hofgärtnerstelle. Im harten Winter 1788/89 erfroren die meisten Obstbäume des Marlygartens, die zwar durch Neuanpflanzungen ersetzt wurden, aber wohl aufgrund des ausgelaugten Bodens hohe Ausfälle zeigten. Der Garten und seine Ausstattung waren in die Jahre gekommen, das ab 1791 eine umfassende Renovierung nötig machte. 1795 wurde ein weiteres Pfirsichtreibhaus angelegt und das alte, inzwischen schadhafte Treibhaus repariert, alle Spalierbäume erneuert sowie an der Südseite des Gartens eine Mauer gesetzt und davor Reben und Spalierobst gepflanzt. Nach dem Tod des Hofgärtners Sello 1796 übernahm Joachim Heinrich Voß dessen Amt im Marlygarten.
Als Oberhofbaurat Johann Gottlob Schulze 1791 im östlichen Hofgärtnerhaus einzog, wurde dort ebenfalls ein Garten sowie ein kleines Treibhaus zur privaten Nutzung eingerichtet, da man von einem Oberhofbaurat, der als Gartendirektor die Oberaufsicht über die Hofgärtner hatte, auch praktische gartenbauliche Kenntnisse erwartete, damit seine Entscheidungen von den Hofgärtnern respektiert wurden. Seit dieser Zeit wird das auch von seinen Nachfolgern als Dienstwohnung genutzte Haus Gartendirektionsgebäude genannt. Nach der Pensionierung Schulzes 1828 bezog Peter Joseph Lenné die Räume, der bereits seit 1817 im westseitigen Gebäude, dem Gartenkassenhaus, gewohnt hatte.

### Umgestaltung durch Peter Joseph Lenné

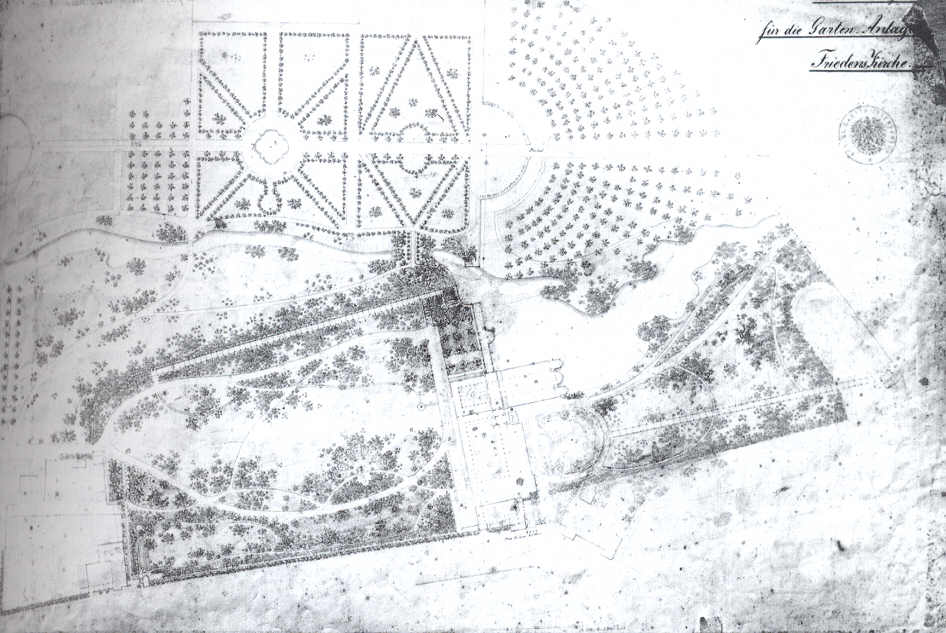
Plan des Marlygartens, ausgeführt nach Vorgaben von P. J. Lenné (1846)

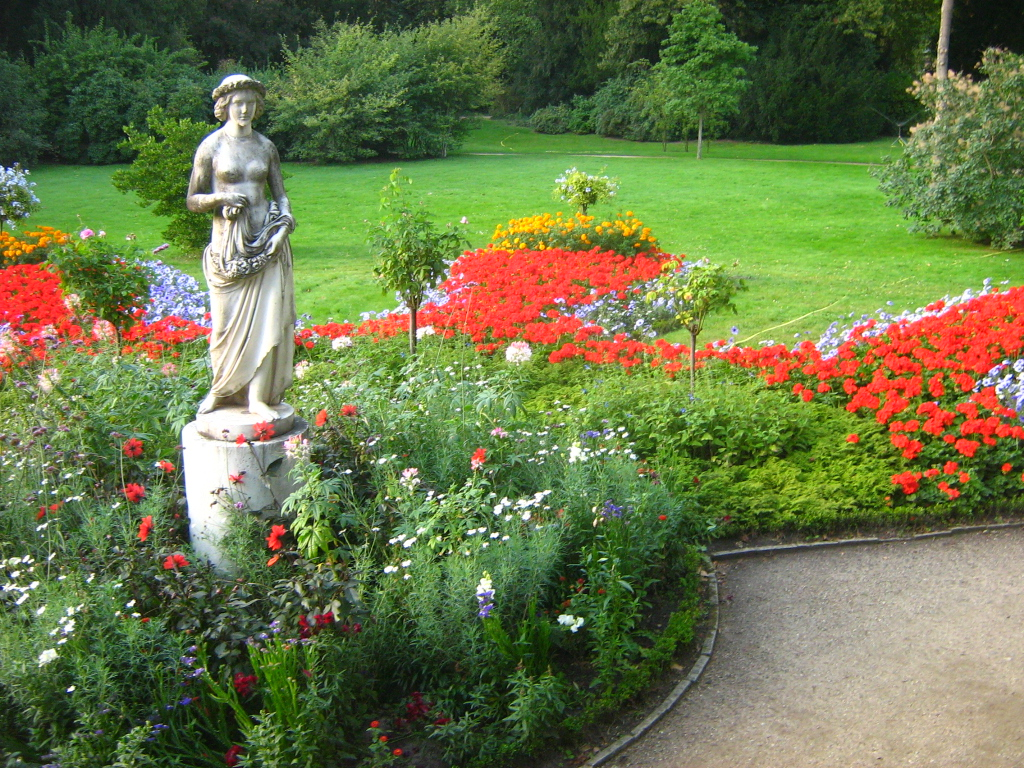
Florastatue auf dem Florahügel

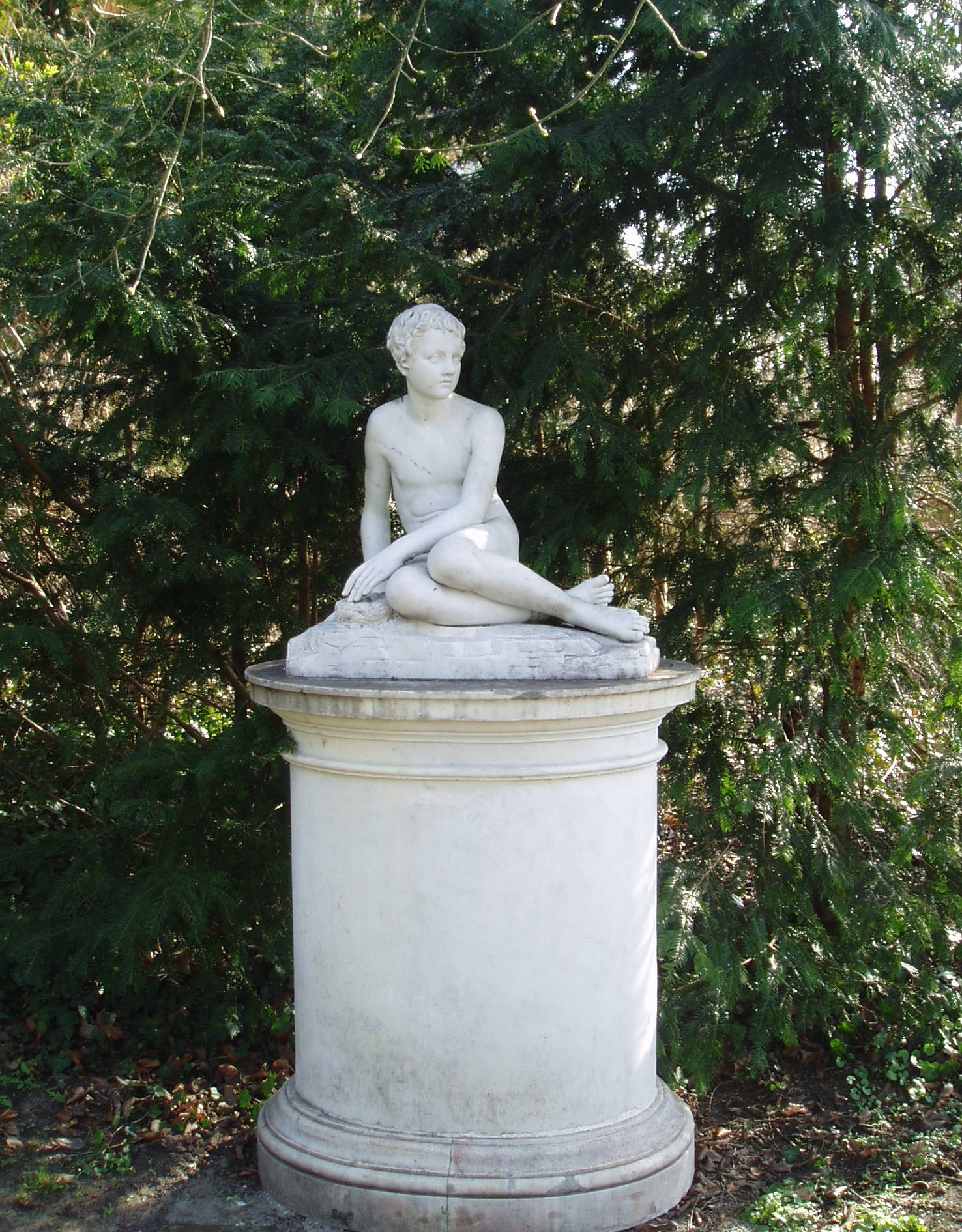
Knabe mit Vogelnest, Eduard Mayer, 1838

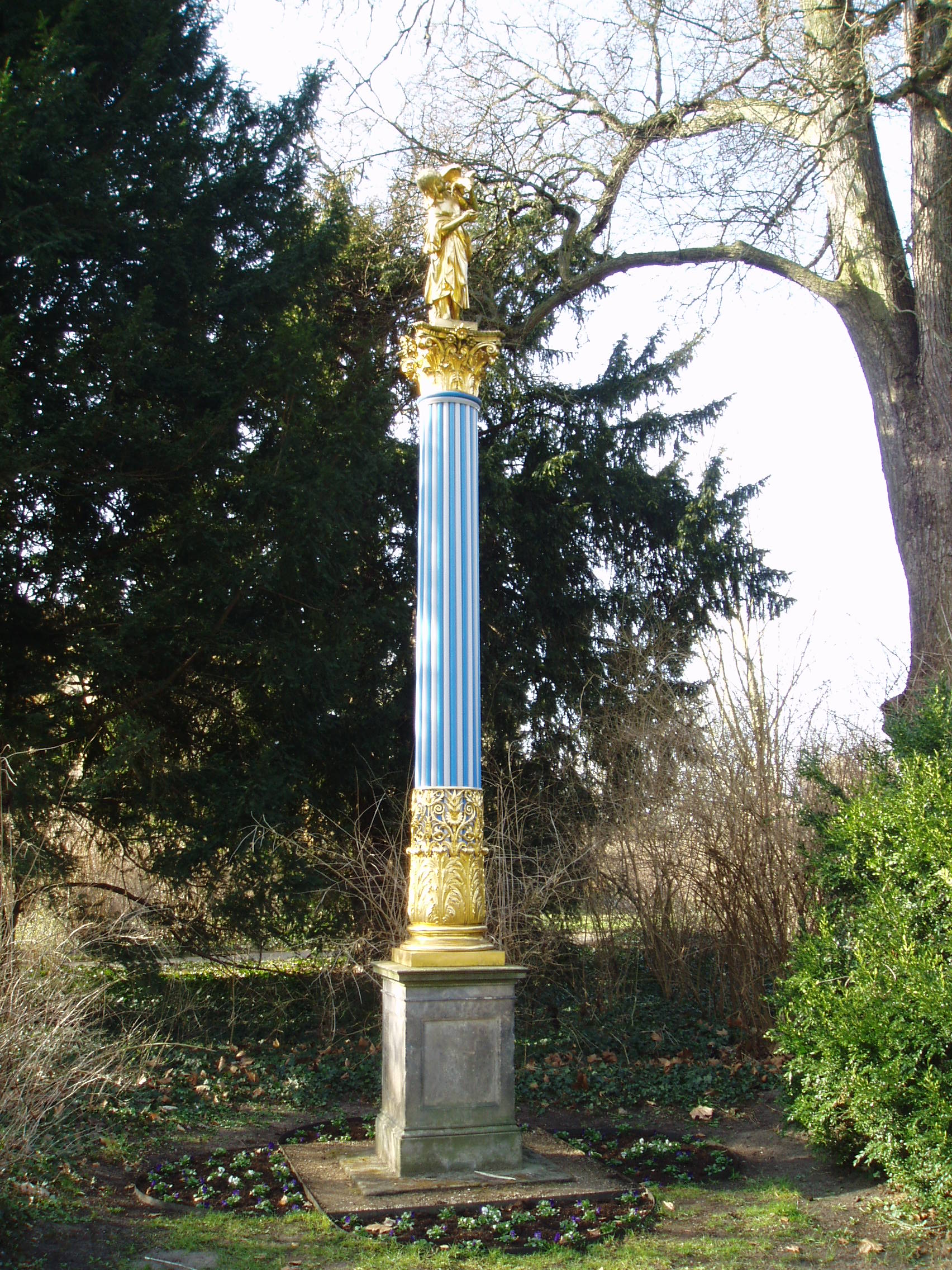
Mädchen mit Papagei

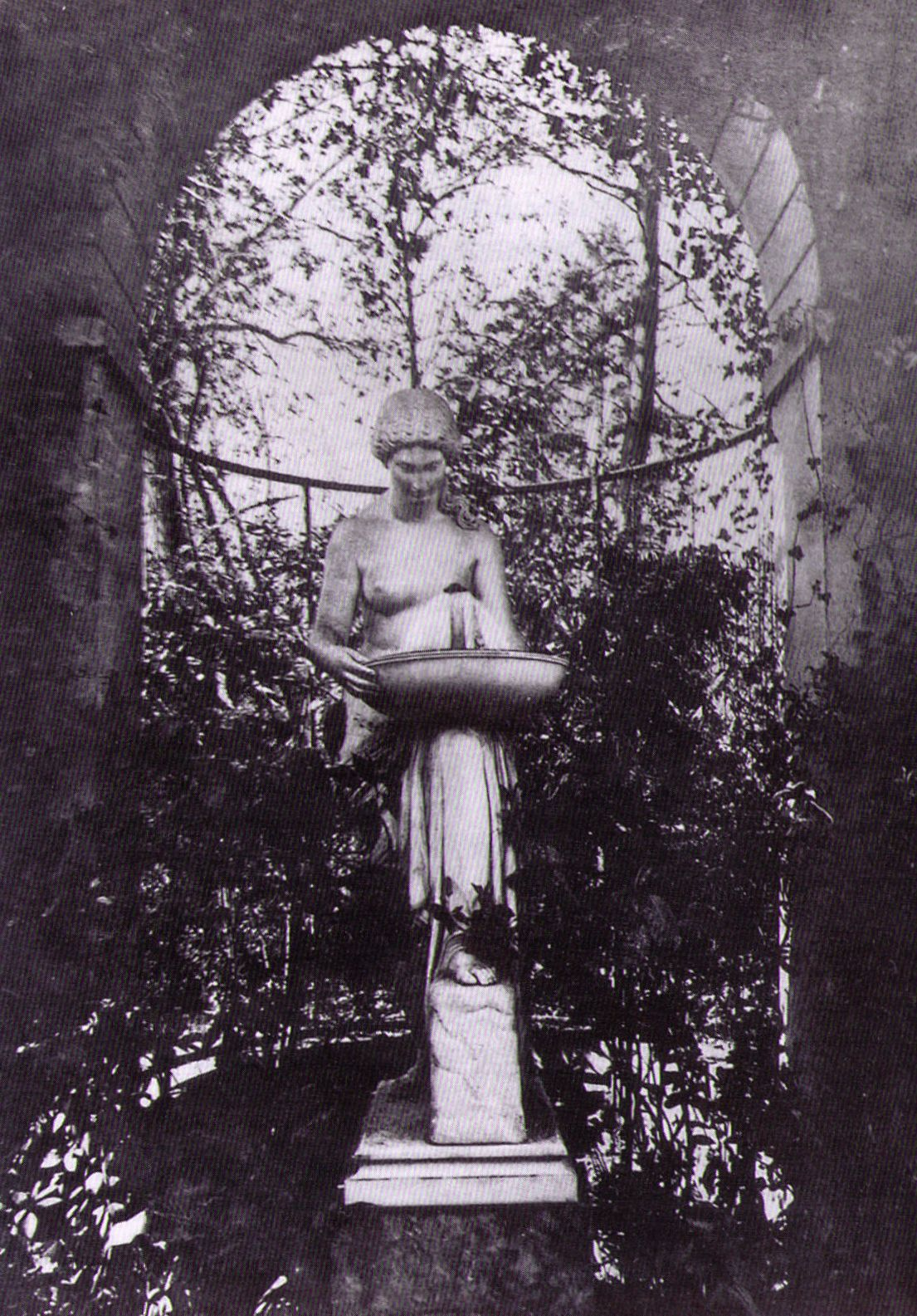
Najade mit Wasserschale in einer Nische in der nördlichen Umfassungsmauer

Nach seiner Thronbesteigung 1840 wählte Friedrich Wilhelm IV. das Schloss Sanssouci als Wohnsitz. Dadurch entstand der Wunsch, in der Nähe ein Gotteshaus zu errichten. Als Standort bestimmte der König die Ostseite des Marlygartens und zwischen 1845 und 1848 erfolgte der Bau der Friedenskirche. Da der Marlygarten den Zugang zur Kirche aus Richtung Sanssouci bildete, sollte er nicht weiter als Küchengarten genutzt werden. Der Gartenarchitekt Peter Joseph Lenné erhielt deshalb den Auftrag, das Areal in einen Landschaftsgarten umzugestalten. Auch östlich der Kirche, auf dem Gelände eines ehemaligen Hopfengartens, entstand mit dem Friedensgarten und dem dort ausgehobenen Friedensteich ein weiterer Gartenbereich. Die Kirche mit den Nebengebäuden trennt diese beiden Gärten voneinander, auch wenn es so scheint, als sei sie der Mittelpunkt einer Gesamtanlage. 
Obwohl der umgestaltete Marlygarten nicht selten als Werk Lennés angesehen wird, ist unklar, welchen Anteil der von 1859 bis 1870 amtierende Hofgärtner und Gartenarchitekt Gustav Meyer an der Planung hatte. Sicher ist, dass Meyer, der zu der Zeit als technischer Leiter für Lenné arbeitete, mehrere Gartenpläne zeichnete und dabei eigene Gestaltungsideen einbrachte. Der Marlygarten wurde als Landschaftsgarten im Stil eines Pleasuregrounds mit Baum- und Gehölzgruppen sowie Blumenbeeten entworfen. Unter Gustav Meyers Leitung begannen die Erdarbeiten im Sommer 1846 und waren Anfang 1847 beendet.
Die zentrale Mittelachse des Gartens bildet eine als Wiesenfläche angelegte leichte Senke, mit sanften Erhebungen an deren Seiten. Das Material für die Aufschüttungen kam aus dem Aushub des Friedensteichs. Alle Wege im Garten verlaufen sanft geschwungen und sind auf die Friedenskirche ausgerichtet. Im Frühjahr 1847 folgte die Bepflanzung. Die großen Bäume, davon etwa 40 Prozent Ulmen, kamen aus dem nahen Park Charlottenhof. Trotz der Umschlossenheit der Anlage gelang es an verschiedenen Stellen Fernsichten zu schaffen.
Der Haupteingang im Westen, hinter dem Gartendirektionsgebäude, blieb bestehen. Vom Eingangsbereich geht der Blick über das langgestreckte Wiesental zur gegenüberliegenden Friedenskirche. Beim Gang zur Kirche pflegte das Königspaar jedoch die schmale Christuspforte am östlichen Ende der nordseitigen Gartenmauer zu nutzen. Die Pforte ziert eine 1852 von August von Kloeber geschaffene, vergoldete Lavatafel mit dem Christuskopf. In diesem Bereich verdeckt eine dichte Bepflanzung die Sicht in den Marlygarten. Eine bronzene Polyhymnia kam hier erst 1928 zur Aufstellung. Sie ist ein 1832 von Emil Alexander Hopfgarten geschaffener Nachguss einer Figur von Christian Daniel Rauch. Westlich der Christuspforte führt ein labyrinthartig angelegtes Wegestück in einen von Nord nach Süd verlaufenden Laubengang, der bereits im friderizianischen Lustgarten beginnt und durch die Begrenzungsmauer unterbrochen wird.   
Der zentrale Punkt des Marlygartens ist der sogenannte Florahügel, auf dem ein Teeplatz mit einer halbrunden Sitzbank angelegt wurde. Hier steht am Rand einer fächerförmigen Blumenrabatte eine marmorne Florastatue, die der Bildhauer Emil Wolff vor 1850 schuf. Der Florahügel soll der Lieblingsplatz von Königin Elisabeth gewesen sein, da man von hier aus einen schönen Ausblick auf ein südlich der Florastatue angelegtes Alpinum hatte, das die Königin an ihre Heimat Bayern erinnerte. Weitere Bildwerke des Marlygartens zeigen vor allem Szenen mit Kinderfiguren. In der südöstlichen Gartenecke, in einem schmalen „Alpental“, sitzt ein marmorner Knabe mit Vogelnest auf einem Sockel, den Eduard Mayer 1838 fertigte. In der südwestlichen Gartenecke schmückt der Bronzenachguss des Wasserholenden Mädchens aus der Kunstgießerei Lauchhammer den dort angelegten Goldfischteich. Das Original aus den 1840er-Jahren von Ludwig Wilhelm Wichmann war verschollen, wie auch noch der dem Bildhauer Wichmann zugeschriebene Angelnde Knabe, für den ebenfalls ein Nachguss vorgesehen ist. Ebenso fehlt eine ehemals westlich des Teichs aufgestellte galvanoplastische Nachbildung eines Knaben mit Schale von 1845, die Christian Daniel Rauch entwarf.
Im südwestlichen Gartenbereich steht eine von Ludwig Ferdinand Hesse entworfene und durch die schlesische Josephinen-Glashütte der Grafen Schaffgotsch 1854 ausgeführte blau-weiß gestreifte Säule aus kannelierten Glasröhren. Das vergoldete korinthische Kapitell bekrönt die vergoldete, von Heinrich Berges entworfene und durch Siméon Pierre Devaranne ausgeführte Zinkgussplastik Mädchen mit Papagei. Die Säule war ein Geschenk Friedrich Wilhelms IV. an seine Gemahlin Elisabeth. Die Farbwahl der Glasröhren weist auf die bayrische Herkunft der Königin hin. Säule und Plastik stürzten kurz nach dem Zweiten Weltkrieg von ihrem Sockel. Die zerbrochene Säule wurde „aus allen verfügbaren Fragmenten“ rekonstruiert, die Figur restauriert und im Mai 2002 zusammen mit dem denkmalpflegerisch wiederhergestellten südlichen Teil des Marlygartens eingeweiht. Eine zweite Ausführung dieser Säule befindet sich im Rosarium auf der Roseninsel im Starnberger See. Sie war ein Geschenk Friedrich Wilhelms IV. an das bayrische Königspaar Maximilian II. und Marie von Preußen (1825–1889), mit dem das preußische Königspaar verwandtschaftlich verbunden war. Eine dritte baugleiche Säule schenkte er seiner Schwester Charlotte, der Zarin Alexandra Fjodorowna, die sie auf einer Insel im Kolonistskiy Park (Колонистский парк) in Peterhof aufstellen ließ.
Eine gemauerte, halbrunde Nische in der nördlichen Begrenzungsmauer war ursprünglich geöffnet und nur mit einem vergoldeten Drahtgitter versehen. Das ermöglichte den Durchblick in den friderizianischen Lustgarten. Die Nische schmückte eine marmorne Najade mit wasserspendender Schale des Bildhauers Franz Woltreck von 1846. Das im Wesentlichen von Ludwig Ferdinand Hesse entworfene Wasserspiel wurde Ende des Zweiten Weltkriegs 1945 bei einem der wenigen Bombentreffer im Park Sanssouci zerstört.
Der Marlygarten war für die Bevölkerung zunächst frei zugänglich. Nach der Beschädigung einer Statue durch Vandalismus ließ Friedrich Wilhelm IV. den Park mit Order vom 9. September 1850 für die Öffentlichkeit schließen. Ab diesem Zeitpunkt war der Zutritt nur noch zu den Gottesdienstzeiten, oder mit Erlaubnis der Generalgartendirektion und in Begleitung erlaubt.
Im Rahmen der Umgestaltung des Gartens wünschte Friedrich Wilhelm IV. auch die Verschönerung der im Westen angrenzenden Gebäude. Die Gartendirektion bekam einen Turmanbau. Das zuvor von Joachim Heinrich Voß (1764–1843) bewohnte Hofgärtnerhaus wurde in den Jahren 1843–1846 nach Plänen von Ludwig Persius durch Ludwig Ferdinand Hesse und Ferdinand von Arnim zu einer Villa im italienischen Stil umgebaut und von Kabinettsrat Ernst Emil Illaire (1797–1866) bezogen. Altan und Stibadium führten direkt zum Marlygarten, der vom Hausgarten des seitdem als Villa Illaire bezeichneten Gebäudes nur durch einen künstlichen Erdwall getrennt war.

### Der Marlygarten vom Ende des 19. Jahrhunderts bis heute

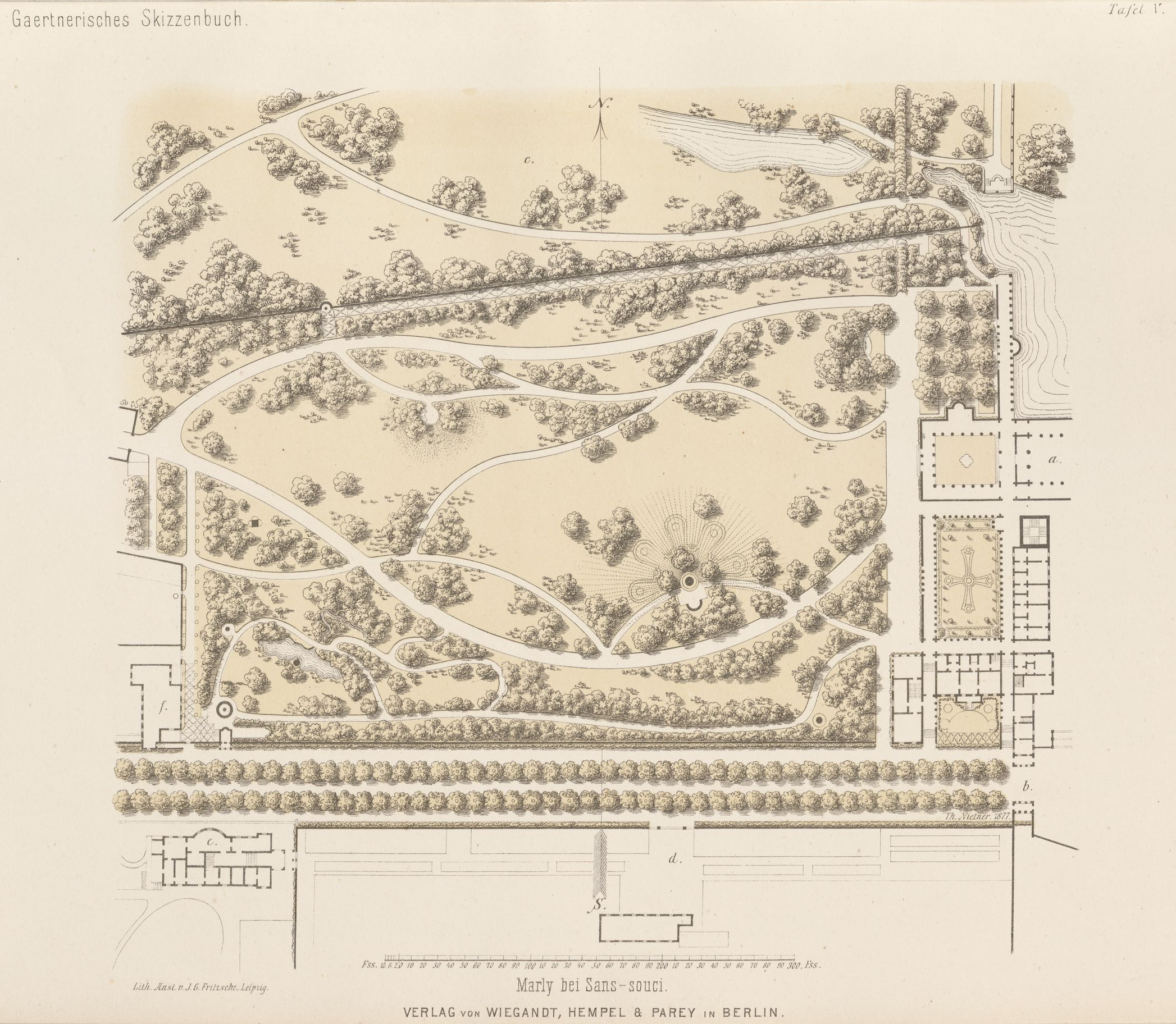
Planzeichnung des Marlygartens von Theodor II. Nietner, 1883

Nach der Anlage durch Lenné und Meyer wurden am Marlygarten nur noch kleinere Umgestaltungen vorgenommen; man bemühte sich vielmehr, den Garten durch gärtnerische Pflege entsprechend dem Entwurf Lennés zu erhalten. Die zuständigen Hofgärtner waren von 1871 bis 1880 Eduard II. Nietner, nachfolgend bis 1884 Hermann Walter (1837–1898), vertreten durch Gustav II. Adolph Fintelmann und bis 1909 Albert Rosenberg (1841–1914). Anschließend wurde der Marlygarten dem Hofgärtner des Terrassenreviers Friedrich Kunert (1863–1948) zugeordnet. 
Im Todesjahr Kaiser Friedrichs III. 1888 erhielt Julius Carl Raschdorff den Auftrag, auf der Nordseite des zum Gebäudeensemble der Friedenskirche gehörenden Atriums ein Mausoleum zu errichten. Wegen der von 1888 bis 1889 erfolgten Baumaßnahme mussten fünf alte Platanen weichen.
Nach dem Ersten Weltkrieg und dem Ende der Monarchie wurden die preußischen Schlösser sowie die Garten- und Parkanlagen der im Jahr 1919 dem Preußischen Finanzministerium untergeordneten Preußischen Krongutsverwaltung unterstellt. Aus ihr ging am 1. April 1927 die Verwaltung der Staatlichen Schlösser und Gärten unter Leitung Paul Hübners hervor. Die Gartenoberinspektoren Georg Potente und Friedrich Kunert wurden als Gartendirektoren berufen.
Im Winter 1927/1928 ließ Potente mehrere überalterte Gehölze, die inzwischen zu dicht geworden waren, entfernen, um dem Garten die von Lenné geplante Raumwirkung zurückzugeben, und ersetzte dabei mehrere von der Ulmenkrankheit befallene Ulmen durch Rotbuchen. Das Alpinum bekam eine Bepflanzung mit bodenbedeckenden Stauden, das fächerförmige Beet auf dem Florahügel wurde 1931 wiederhergestellt und der westseitige Eingang bekam 1932 eine neue Toranlage aus Holz. Im Jahr 1938 ließ Potente den Garten der Villa Illaire erweitern und dafür einen Streifen vom Marlygarten abtrennen. Auch erhielt der Teich in der südwestlichen Gartenecke eine vereinfachte Form.
Der von 1959 bis 1992 amtierende Gartendirektor Harri Günther (1928–2023) überarbeitete 1973 die Gehölze und ersetzte den rückgängigen Bestand an Ulmen durch Linden. Im Jahr 1983 wurde, wie schon unter Potente 1931, das Fächerbeet auf dem Florahügel erneuert. Sein Amtsnachfolger, Gartendirektor Michael Seiler, ließ 1994 die Wegeführung und den Sitzplatz auf dem Florahügel nach Grabungsbefund wiederherstellen, 1995 die schmalen, überwachsenen Fußwege am Gartenrand freilegen sowie Schmuckgehölze nach historischen Plänen pflanzen.

## Rezeption
Der Marlygarten wird aufgrund der Harmonie der Anlage und der trotz seiner Begrenztheit beeindruckenden Aussichtspunkte oft als Lennés gelungenstes gartenplanerisches Werk bewertet. 
Der kurhessische Hofgartendirektor Wilhelm Hentze besichtigte den Marlygarten 1858 auf einer Reise, über die er einen Bericht veröffentlichte:

„Zu Hause wieder angekommen, führte Hr. L[enné] noch in sein Lieblingsplätzchen, den s. g. Marly- oder Friedensgarten bei der Friedenskirche (neu erbaut). Eine der neuesten Schöpfungen Lenné’s, ein wahres Meisterwerk Landschaftlicher Gartenkunst, das Vollkommenste, was ich in dieser Art auf meiner Reise gesehen habe. Das Terrain in diesem Garten, welches früher ganz eben gewesen seyn soll, ist so anmuthig bewegt und die Pflanzungen sind so geschmackvoll ausgeführt, dass man sich im höchsten Grade zur Bewunderung hingezogen fühlt. In diesem Garten herrscht eine sanfte Harmonie, eine idillische Ruhe und ein stiller Friede, so dass die Bezeichnung »Friedensgarten« ganz entsprechend erscheint.“

Hermann Jäger sah in ihm das Ideal eines kleinen Landschaftsgartens oder Parkgartens, der mit begrenzten Mitteln und Aufwand umsetzbar ist.
Der Schriftsteller Theodor Fontane, der sich 1881 in Potsdam aufhielt, unternahm mehrere Spaziergänge durch den Marlygarten und war von diesem so beeindruckt, dass er ihn später in der ersten Zeile eines Gedichts erwähnte:
Von Marly kommend und der Friedenskirche,

Hin am Bassin (es plätscherte kein Springstrahl)

Stieg ich treppan; die Sterne blinkten, blitzten

Und auf den Stufen-Aufbau der Terrasse

Warf Baum und Strauchwerk seine dünnen Schatten,

Durchsichtige, wie Schatten nur von Schatten.

[…]

– Theodor Fontane: Auf der Treppe von Sanssouci, 1885